# Suburban Girl
(Tagline del film)
Suburban Girl è un film del 2007 diretto da Marc Klein e basato su due racconti della scrittrice Melissa Bank. È una commedia romantica prodotta da Gigi Pritzker e Deborah Del Prete, produttori di Prima o poi mi sposo e  Hooligans.
La pellicola è stata proiettata al Tribeca Film Festival di New York nell'aprile e maggio del 2007.

## Trama
Brett Eisenberg è una giovane e ambiziosa correttrice di bozze che lavora in una casa editrice a Manhattan, dove sta cercando di farsi strada. Durante un convegno librario, conosce uno dei principali editori di New York, Archie Knox; tra i due nasce un feeling, nonostante la grossa differenza di età, che sfocia in un rapporto amoroso.
Entrambi però devono far fronte a numerose difficoltà familiari e professionali. Archie, pluridivorziato e con una figlia con cui ha un rapporto difficile, è alcolizzato e ha un debole per le belle ragazze molto più giovani di lui. Brett, che ha lasciato il proprio ragazzo dopo aver scoperto un suo tradimento, durante un viaggio di ben sei mesi che lo stesso ha compiuto da solo in Europa, deve affrontare la tragica notizia del cancro in fase terminale di suo padre.
Con il tempo cercheranno insieme di superare queste difficoltà, ma ne risulterà influenzato notevolmente il loro rapporto, che nel finale del film si intuisce avviarsi verso una civile amicizia tra ex amanti.

## Produzione

### Riprese
Le riprese sono avvenute a New York e a Toronto, in Canada.

## Colonna sonora
La colonna sonora è composta dai seguenti brani:
- Love Song (Sara Bareilles)
- Smokin' Some Blues (Terence Jay)
- Silent Night (Terrance Jay)
- Start Being Nicer (Torpedo Boys)
- Charm Attack (Leona Naess)
- Come to the Party (Sam Winch)
- Space Age Love Song (Abra Moore)
- Having a Party (Malissa Hunter)
- Funny Kind of Love (Audio Paint)
- Your Love Beside Me (Ray Greene)
- More Luck (Ray Greene)
- Cause a Rockslide (Badly Drawn Boy)
- Tokyo Boys (Running Red Lights)
- Concert Source (Drew Perrante)
- Speeding Cars (Imogen Heap)
- She Painted Pictures (Liam Frost)
- Slipping Under(Sing Along to Your Favorite Song) (William Tell)
- Cold Hearts (Club 8)
- No Fear (Melissa Tallon)

## Distribuzione
- Uscita negli USA : 15 gennaio 2008
- Uscita nel Regno Unito : 14 aprile 2008
- Uscita in Francia : 6 maggio 2008
- Uscita in Italia : 5 novembre 2008 (DVD)